# Hoàng Nam (xã)
Hoàng Nam là xã thuộc huyện Nghĩa Hưng, tỉnh Nam Định, Việt Nam.

## Địa giới hành chính
Xã Hoàng Nam nằm ở phía bắc của huyện Nghĩa Hưng, thuộc tả ngạn sông Đáy.
- Phía bắc giáp xã Yên Nhân, huyện Ý Yên và xã Nghĩa Minh, huyện Nghĩa Hưng.
- Phía đông giáp xã Nghĩa Châu, huyện Nghĩa Hưng.
- Phía nam giáp các xã Khánh Cường và Khánh Thiện, huyện Yên Khánh, tỉnh Ninh Bình (ranh giới tự nhiên là sông Đáy).
- Phía tây giáp xã Khánh Tiên, huyện Yên Khánh, tỉnh Ninh Bình (ranh giới tự nhiên là sông Đáy).

## Hành chính
Xã Hoàng Nam được thành lập năm 1971 trên cơ sở sáp nhập các xã Nghĩa Nam và Nghĩa Hoàng.
Trước đó, vào năm 1964, thôn Đắc Thắng Hạ thuộc xã Nghĩa Minh được sáp nhập về xã Nghĩa Nam; các thôn Đông Ba Thượng và Thượng Kỳ thuộc xã Nghĩa Hoàng về xã Nghĩa Minh; thôn Phù Sa Hạ thuộc xã Nghĩa Nam về xã Nghĩa Hoàng.
Năm 1977, thôn Thắng Hạ của xã Hoàng Nam được sáp nhập về xã Nghĩa Châu.